# 錢節用
錢節用（1540年—？），字以中，號亨所，四川敘州府富順縣人，民籍，明朝政治人物。

## 生平
隆慶元年（1567年）丁卯科四川鄉試第十四名舉人，五年（1571年）中式辛未科會試第三百六十名，三甲第七十八名進士。工部觀政，萬曆元年（1573年）任湖廣麻城縣知縣，丁憂歸。五年（1577年）調山西襄陵縣知縣，卒于官。

## 家族
曾祖錢尚公；祖父錢金定；父錢迪，母張氏。重慶下。妻彭氏。弟錢慎用、錢利用、錢任用、錢時用、錢王用、錢致用、錢效用、錢敦用、錢敷用、錢敬用、錢大用。